# Польско-Литовский костёл
Польско-Литовский костёл в Белгороде — бывший храм Римско-католической церкви в городе Белгород в Белгородской области России. В настоящее время в этом здании находится Духовно-Просветительский центр во имя Святителя Иоасафа, епископа Белгородского Русской православной церкви (Московского патриархата). Здание расположено по адресу: улица Князя Трубецкого (бывшая Введенская улица, улица Воровского), 92а. Объект культурного наследия России регионального значения.